# David Vives Farrés
David Vives Farrés (Valls, 4 d'octubre de 1864 – Barcelona, 4 de juliol de 1936) fou un compositor català.

## Biografia
Fill de Josep Vives Pallàs i de Josepa Farrés Solé, família de la burgesia de Valls, començà a dedicar-se al negoci familiar, que eren les adoberies, i hi va treballar mentre va viure a Valls. De formació musical autodidacta, aprengué piano i violí i de jove començà a relacionar-se amb els cercles culturals de la ciutat, on feu amistat, entre d'altres, amb l'escriptor Narcís Oller, el poeta mossèn Anton Navarro, l'escultor Anselm Nogués i el pintor Francesc Galofré i Oller. Va crear un quartet format per nens i nois joves de la família i també va donar les primeres classes de música al seu germà Josep, qui més tard va estudiar al Conservatori de Brussel·les i va iniciar una carrera destacada com a concertista, però va morir als 25 anys.
El 1916 es va traslladar amb la seva família a Barcelona, on va tenir diversos alumnes als quals feia classes de piano, violí, solfeig i cant, entre els quals diverses figures conegudes del panorama musical de l'època, com ara Raquel Meller i Conxita Supervia.

## Obra musical
L'obra musical de David Vives s'emmarca dins de la tradició romàntica catalana d'Enric Granados i Isaac Albéniz. La major part de l'obra de Vives és per a piano i per a piano i veu, a més d'algunes composicions per a quartet o quintet de corda i per a petits conjunts de vent.
Entre les obres per a piano destaquen una Serenata per a piano, diverses havaneres i moltes peces ballables, com ara masurques, valsos i foxtrots. Per a veu i piano destaca el recull de cançons Brots de ginesta, amb poemes musicats de Narcís Oller, Joan Maragall i mossèn Anton Navarro, entre d'altres, generalment per a soprano i piano. També compongué una sardana, Roses d'abril, possiblement amb lletra d'Anton Navarro.